# Cefa di Iconio
Cefa (fl. I secolo) è stato, secondo la tradizione cristiana, uno dei settanta discepoli scelti da Gesù Cristo per la predicazione del Vangelo ed è stato vescovo di Iconio.
Si presume si tratti dello stesso Cefa nominato da Paolo di Tarso nella prima Lettera ai Corinzi.
Nella Chiesa ortodossa è commemorato il 30 marzo, nonché l'8 dicembre (insieme agli apostoli Sostene, Apollo, Tichico, Epafrodito, Onesiforo e Cesare) e il 4 gennaio (giorno della Sinassi dei Settanta Apostoli).